# Cainotherium

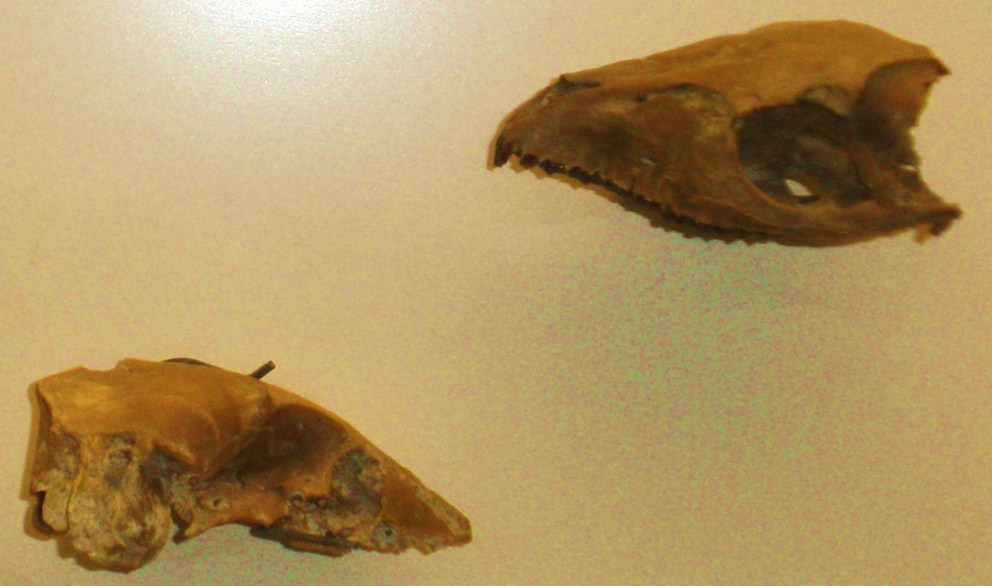
Cráneos de Cainotherium laticurvatum

Cainotherium es una género extinto de mamíferos placentarios del orden de los artiodáctilos. Fue un pequeño herbívoro del tamaño de un conejo que vivió en Europa occidental durante los periodos Eoceno hasta el Mioceno medio. Se cree que este animal, de unos 30 cm de longitud, pertenece al suborden de los Tylopoda, junto con los camélidos modernos. Sus pezuñas eran similares a las de los bóvidos o cérvidos, aunque la forma y longitud de las patas sugieren que se movían más bien dando saltos, como los actuales conejos. De la forma y aspecto de los dientes se deduce, igualmente que su dieta era como la de los conejos mientras que el tamaño de los bulbos auditivos y la forma del cerebro indican que el Cainotherium podría haber tenido bien desarrollados los sentidos del oído y el olfato.